# Džano Bagrationi
Irakli Bagrationi, v Gruzii známější jako Džano Bagrationi (gruzínsky ირაკლი / ჯანო ბაგრატიონი; 15. září 1909 – 15. května 1979 Tbilisi) byl gruzínský umělec–choreograf, tanečník, zpěvák, herec a pedagog. Mezi lety 1933 a 1945 byl sólistou baletu a opery v Tbilisi. Po druhé světové válce působil jako tanečník, choreograf a zpěvák u gruzínských estrádních jazzových orchestrů, ansámblů. S jazzovým orchestrem Micheila Čirinašviliho složil a nazpíval oblíbenou píseň "Kvavilebis kvekana" (ყვავილების ქვეყანა, Květinová země) (text: Bidzina Peradze, Pridon Tuchašvili).[nedostupný zdroj]